# Ново Коњарево
Ново Коњарево (мкд. Ново Коњарево) је насеље у Северној Македонији, у крајње југоисточном делу државе. Ново Коњарево је у саставу општине Ново Село. Ово је најисточније место у држави.
Источно од Старог Коњарева је смештен истоимени гранични прелаз Северне Македоније ка Бугарској. 

## Географија
Ново Коњарево је смештено у крајње југоисточном делу Северне Македоније, на државној граници са Бугарском. Од најближег града, Струмице, насеље је удаљено 35 km источно.
Насеље Ново Коњарево се налази у историјској области Струмица. Насеље је положено на источном ободу Струмичког поља, на месту где се оно издиже у прва брда, која ка северу прелазе у планину Огражден. Река Струмица тече 1 km јужно од села. Надморска висина насеља је приближно 230 метара. 
Месна клима је блажи облик континенталне због близине Егејског мора (жарка лета).

## Становништво
Ново Коњарево је према последњем попису из 2002. године имало 934 становника. По попису из 1991. године, село је имало 1.190 житеља. Смањивање је везано за исељавање становништва у западноевропске земље.
Већинско становништво у насељу су етнички Македонци (99%), а остало су Срби.
Већинска вероисповест месног становништва је православље.